# Sit and Wait
Sit and Wait is een nummer van de Amerikaans-Duitse zanger Sydney Youngblood. Hij was een van de schrijvers van het nummer, samen met onder meer Claus Zundel, die ook de productie op zich nam. In 1989 werd het uitgebracht als tweede single voor het album Feeling Free.
Sit and Wait had in diverse Europese landen succes in de hitlijsten. Zo kwam het tot de tweede plek in Oostenrijk, West-Duitsland en Zweden. In Nederland werd het nummer verkozen tot Paradeplaat bij Radio 3. In de Nederlandse Top 40 behaalde het de zesde plek, waar het een week stond. Het nummer werd uitgebracht met een videoclip, waarin Youngblood verkleed als militair in een café het nummer zong en daarbij danste met diverse dansers.

## Hitnoteringen

### Nederlandse Top 40
| Hitnotering: 09-12-1989 t/m 03-02-1990 | Hitnotering: 09-12-1989 t/m 03-02-1990 | Hitnotering: 09-12-1989 t/m 03-02-1990 | Hitnotering: 09-12-1989 t/m 03-02-1990 | Hitnotering: 09-12-1989 t/m 03-02-1990 | Hitnotering: 09-12-1989 t/m 03-02-1990 | Hitnotering: 09-12-1989 t/m 03-02-1990 | Hitnotering: 09-12-1989 t/m 03-02-1990 | Hitnotering: 09-12-1989 t/m 03-02-1990 | Hitnotering: 09-12-1989 t/m 03-02-1990 |
| Week:                                  | 1                                      | 2                                      | 3                                      | 4                                      | 5                                      | 6                                      | 7                                      | 8                                      |                                        |
| -------------------------------------- | -------------------------------------- | -------------------------------------- | -------------------------------------- | -------------------------------------- | -------------------------------------- | -------------------------------------- | -------------------------------------- | -------------------------------------- | -------------------------------------- |
| Positie:                               | 26                                     | 13                                     | 9                                      | 6                                      | 8                                      | 11                                     | 17                                     | 36                                     | uit                                    |